# Ostrikovac
Ostrikovac (cyr. Остриковац) – wieś w Serbii, w okręgu pomorawskim, w gminie Ćuprija. W 2011 roku liczyła 501 mieszkańców.